# Solkwitz

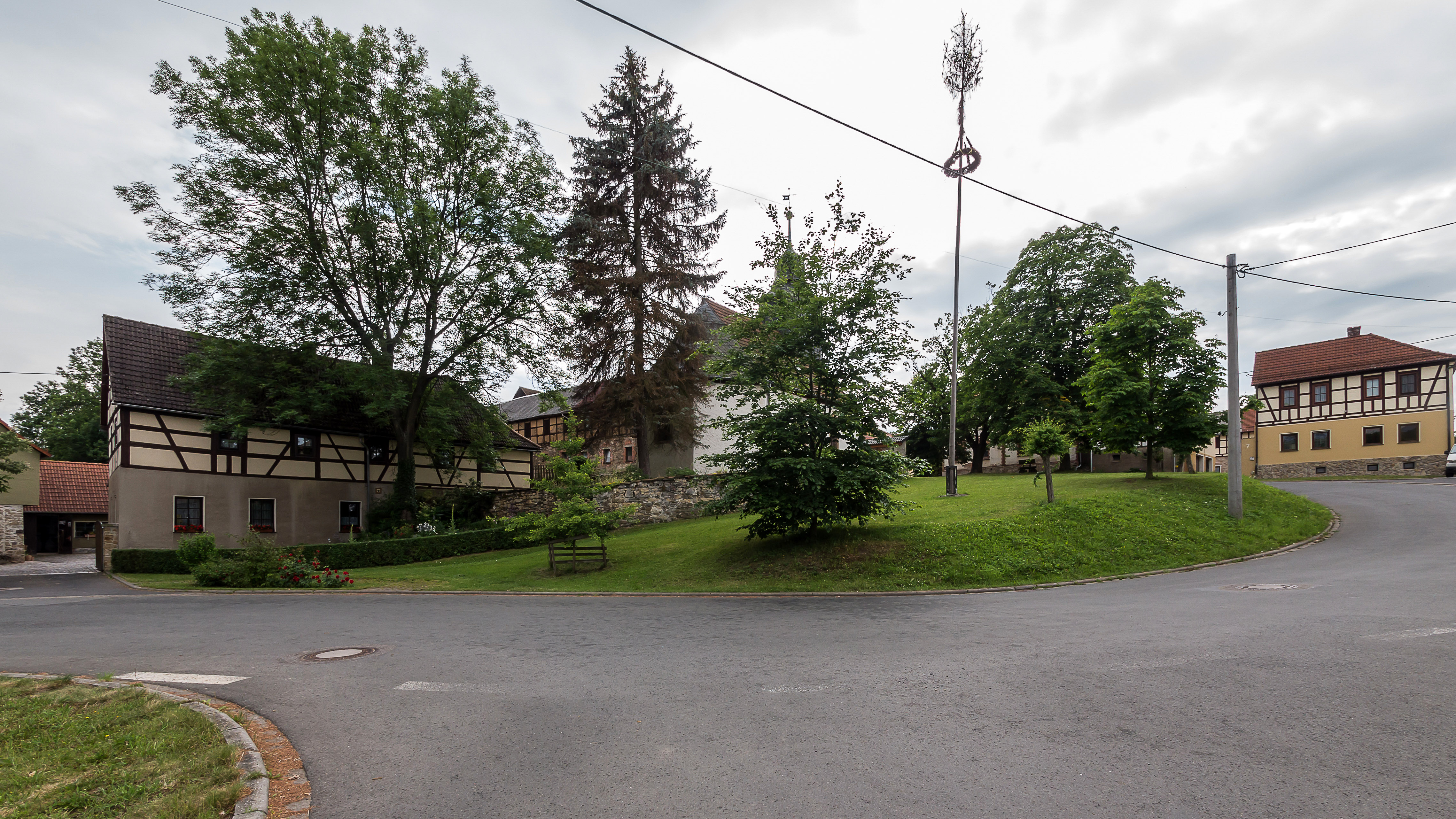
Ortslage

Solkwitz ist eine Gemeinde in der Verwaltungsgemeinschaft Oppurg im thüringischen Saale-Orla-Kreis.

## Geografie
Solkwitz liegt etwa fünf Kilometer östlich von Pößneck in einem kupierten Gelände des auslaufenden Schiefergebirges in den Übergang zur Orlasenke. Etwa zwei Kilometer südwestlich der Ortschaft befinden sich die Döbritzer Höhlen im Landschaftsschutzgebiet Zechsteinriffe in der Orlasenke und Döbritzer Schweiz. Die Bundesstraße 281 verläuft etwa einen Kilometer nördlich des Ortskerns.

## Geschichte
Im Dezember 1074 wurde Solkwitz erstmals urkundlich genannt. Der Ort ist landwirtschaftlich geprägt.

## Einwohnerentwicklung
Entwicklung der Einwohnerzahl (Stand jeweils 31. Dezember):
| - 1994: 72 - 1995: 72 - 1996: 76 - 1997: 75 - 1998: 78 - 1999: 78 | - 2000: 79 - 2001: 73 - 2002: 73 - 2003: 69 - 2004: 73 - 2005: 69 | - 2006: 75 - 2007: 72 - 2008: 69 - 2009: 65 - 2010: 66 - 2011: 66 | - 2012: 77 - 2013: 68 - 2014: 65 - 2015: 69 - 2016: 68 - 2017: 65 | - 2018: 63 - 2019: 62 - 2020: 61 - 2021: 58 - 2022: 60 - 2023: 60 |

Datenquelle: Thüringer Landesamt für Statistik

## Gemeinderat
Seit der Kommunalwahl vom 26. Juli 2019 setzt sich der Gemeinderat wie folgt zusammen:
- Gäbler, Uwe (Feuerwehrverein Solkwitz e. V.) – 1 Sitz (16,5 %)
- Schaar, Christian (Feuerwehrverein Solkwitz e. V.) –  1 Sitz (16,5 %)
- Wölfel, Volker (Feuerwehrverein Solkwitz e. V.)  –  1 Sitz (15,4 %)
- Querengässer, Melanie (Feuerwehrverein Solkwitz e. V.) –  1 Sitz (14,3 %)
- Querengässer, Gerhard (Feuerwehrverein Solkwitz e. V.) –  1 Sitz (14,3 %)
- Steinbrücker, Christian (Feuerwehrverein Solkwitz e. V.) – 1 Sitz (17,0 %)

Die Wahlbeteiligung lag bei 70,8 %.

## Sehenswürdigkeiten
- Dorfkirche St. Marien